# آثار الباقیه عن القرون الخالیه
آثار الباقیه عن القرون الخالیه (به فارسی: اثرهای مانده از سده‌های گذشته) کتابی نوشتهٔ ابوریحان بیرونی (۳ ذیحجه ۳۶۲–۲ رجب ۴۴۰) است. این کتاب مطالعه تطبیقی تقویم‌های فرهنگ‌ها و تمدن‌های گوناگون، درهم‌بافته با ریاضیات، نجوم، اطلاعات تاریخی، به همراه کاوش در سنن و مذاهب ملت‌های گوناگون است. بیرونی در این تألیف ارجمند به مقوله‌هایی نظیر گاهشماری و تقویم ملل مختلف، تاریخ ایران و بابل و روم، جشن‌ها و اعیاد ایرانیان و دیگر اقوام، ادیان و آثار مقدس دین یهود، زردشتی، مانوی، صائبی، مزدک و … پرداخته و نظرات ارزشمند عالمانه‌ای در این باره ارائه نموده‌است. آثار الباقیه در سال ۳۹۰ تا ۳۹۱ هجری به پایان رسید و جزو نخستین آثار بیرونی است که تقریباً در بیست سالگی او توسط دربار قابوس در گرگان گردآوری شد. نسخه‌ای از این کتاب به خط ابن الکتوبی و متعلق به اوایل سده چهاردهم میلادی در زمان فرمانروایی ایلخانان، اکنون باقی مانده‌است که در کتابخانه دانشگاه ادینبورگ نگاه‌داری شود. این نسخه شامل ۲۵ نگاره‌است که در نسخه باقی‌مانده دقیق دیگری متعلق به قرن هفدهم میلادی در دوره عثمانی نیز وجود دارد.

## ترجمه و تصحیح
1. یک ترجمه به فارسی از این کتاب در سال ۱۳۲۱ هجری شمسی توسط اکبر داناسرشت و با نام ترجمه آثارالباقیه ابوریحان بیرونی به زیور طبع آراسته شد که ۷ بار منتشر شده‌است.
2. در سال ۱۳۹۰ خورشیدی با نام آثار الباقیه عن القرون الخالیه توسط عزیزالله علیزاده تصحیح و در انتشارات فردوس در ۵۶۰ صفحه منتشر شد. در این تصحیح افزون بر نمایه و واژه‌نامه، با استفاده از نسخه مدرسه سپهسالار تهران، جدول‌ها به صورت کامل ترسیم شده‌است.
3. پرویز اذکایی (سپنتمان) نیز تصحیحی از این اثر گرانقدر را با نام آثار باقیه: از مردمان گذشته را در نشر نی، در سال ۱۳۹۲ هجری شمسی منتشر نموده‌است. این تصحیح در سال ۱۳۸۱ برندهٔ جایزهٔ کتاب سال جمهوری اسلامی شد.[۲] محمود جعفری دهقی استاد دانشگاه تهران این تصحیح را از شاهکارهای ترجمه و تألیف در بیرونی‌پژوهی می‌داند. اذکایی این اثر گران‌سنگ را پس از مقابله با سه نسخه دیگر که پیش از این از سوی ادوارد زاخائو، خاورشناس آلمانی و نخستین مترجم این اثر به زبان‌های اروپایی، ترجمه و همراه با یادداشت‌های خود منتشر کرده‌است.[۳]
4. در سال ۱۸۷۸ ادوارد زاخائو این اثر را در لایپزیک آلمان به زبان عربی مشتمل بر ۴۳۸ صفحه چاپ کرد. منتهی پرویز اذکایی در مصاحبه با هفته نامه اجتماعی فرهنگی همدان‌نامه به تاریخ ۲۲ آبان ۱۳۹۹ در پاسخ به این پرسش که تصحیح شما در برابر نسخه زاخائو یا حتی نسخه‌ای که پیشتر در ایران منتشر شده بود (تصحیح اکبر داناسرشت)، چه چیزی اضافه دارد؟ می‌گوید: سقطات را ندارد. آن سقطات حدود صد صفحه از متن اصلی از چاپ زاخائو را شامل می‌شده و هر چه این کتاب چاپ می‌شد از روی نسخه ناقص زاخائو بود.[۴]

## نمونه‌ای از کتاب
«قتیبة بن مسلم هر کس را که خط خوارزمی می‌دانست از دم شمشیر گذرانید و آنان که از اخبار خوارزمیان آگاه بودند و این اخبار و اطلاعات را میان خود تدریس می‌کردند ایشان را نیز به دستهٔ پیشین ملحق ساخت بدین سبب اخبار خوارزم طوری پوشیده ماند که پس از اسلام نمی‌شود آنها را دانست و ولایت در ایشان پس از این کار در دست قبایل دور می‌زد تا آنکه… ولایت و خوارزمشاهی هر دو از دست ایشان بدر رفت.»